# Rog Ferrary
Pour les articles homonymes, voir Ferrary.
Rog Ferrary, nom de plume de Roger Ferrary né en Normandie, est un écrivain français, auteur de deux romans policiers et d'un d'espionnage.

## Biographie
Chef cuisinier du restaurant La Bonne Casserole à Condé-sur-Iton, il délaisse un peu ses fourneaux au tournant des années 1950-1960 et adopte le pseudonyme de Rog Ferrary afin d'écrire un roman d'espionnage, Zincs à tout faire (1958) pour la collection Un mystère, dont la campagne publicitaire au moment de la sortie du livre proposait, avec un humour noir raffiné, une recette pour tuer son prochain avec « terrine de canard, petit homard à l'américaine, paupiettes de veau de Tchang-Ly et enfin crêpes suzettes flambées à l'Izarra, l'Izarra parfumant les crêpes, mais dissimulant la strychnine. Si cela ne suffit pas, vous finissez au marteau. ».  
Roger Ferrary publie ensuite deux romans policiers, dont  Panam'Annam (1960) dans la Série noire. Situé pendant la guerre d'Indochine, le roman raconte comment s'effectue alors le trafic de la drogue par l'intermédiaire de cercueils de rapatriés morts pour la France.

## Œuvre

### Romans policiers
- Zincs à tout faire, Un mystère no 468, 1958
- Dernier boum sur la boîte à os, Un mystère no 481, 1959
- Panam'Annam, Série noire no 556, 1960

## Sources
- Claude Mesplède et Jean-Jacques Schleret, SN, voyage au bout de la Noire : inventaire de 732 auteurs et de leurs œuvres publiés en séries Noire et Blème : suivi d'une filmographie complète, Paris, Futuropolis, 1982, 476 p. (OCLC 11972030), p. 132-133.